# さあ!トークだよ
『さあ!トークだよ』は、2012年4月2日から2014年3月28日まで北海道文化放送で放送されていた情報バラエティ番組である。

## 概要
1994年10月3日から2012年3月30日まで放送されていた『のりゆきのトークDE北海道』のコンセプトを引き継いでいる。
2014年3月13日の番組内でMCの榊から「3月一杯で番組を終了する事になりました。」と番組終了を発表。これにより、前身番組『のりゆきのトークDE北海道』も含め『トーク』シリーズの20年の長い歴史に幕を下ろすこととなった。なお、後継番組は自社制作せずフジテレビから『ノンストップ!』の同時ネットが開始され、UHBとしては約24年ぶり（「生島ヒロシのおいしいフライパン」放送終了とともにネット打ち切り）以来のフジテレビ制作の平日昼前の情報番組のネット再開となった。

## 放送時間
| 期間                 | 放送時間     | 放送分数 |
| -------------------- | ------------ | -------- |
| 2012.4.2 - 2013.3.29 | 9:55 - 10:50 | 55分     |
| 2013.4.1 - 2014.3.28 | 9:50 - 10:45 | 55分     |

※祝日は10:45 - 11:15のドラマ再放送枠を含めて番組自体休止となり、「さんまのまんま」、フジテレビ･FNS各局が制作した単発番組を放送する「ホリデースペシャル」、テレビショッピングなどが編成される。

## 出演者
MC
- 榊菜美（UHBアナウンサー）
- 野宮範子（月曜・火曜、フリーアナウンサー、2013年7月16日 - ）
- 高橋純二（2013年7月17日 - 、水 - 金曜に出演[1]。UHB解説委員長）

ゲストコメンテーター
- 週替わり1 - 2人（月 - 金曜）

コーナー担当
- 朝カン! 10時20分（2013年7月16日 - ）
  - 加藤寛（編集長・フィールドキャスターとして出演、UHBアナウンサー[2]）
- デパ得!・いいもの直行便
  - 福地あや
- さあ!トークだよ 最新NEWS（いずれもUHBアナウンサー）
  - 山田英寿（月曜日 - 水曜日）
  - 吉田雅英（木曜日 - 金曜日）

※『早おき!てれび めざまし北海道』司会と兼任。
- 青ちゃんの解決きっちん（番組開始 - 2013年7月12日）⇒青ちゃんの今夜なに食べる?（2013年7月19日 - ）（どちらも金曜日）
  - 青山則靖（料理研究家）

レポーター
- 丹野麻衣子（UHBアナウンサー）
- 中村剛大（UHBアナウンサー）

## スタッフ
- 製作著作:北海道文化放送